# Ken Wiederhorn
Ken Wiederhorn né le 1er janvier 1945 est un réalisateur, scénariste et producteur américain.

## Biographie
Ken Wiederhorn aurait dû être le réalisateur du film Body Double écrit par Brian De Palma. Ce dernier a en effet beaucoup aimé Appels au meurtre (Eyes of a Stranger) et lui a proposé de réaliser ce film qu'il devait produire. Néanmoins, après une période de travail sur le scénario, la Columbia Pictures fait savoir à Brian De Palma qu'elle n'acceptera de financer le film que s'il le réalise lui-même et Wiederhorn doit quitter le projet.

## Filmographie
Sauf indication contraire, les informations mentionnées dans cette section peuvent être confirmées par la base de données cinématographiques IMDb,  présente dans la section « Liens externes ».

### Producteur

#### Cinéma
- 1987 : Dark Tower (en) de lui-même
- 1993 : L'Otage d'une vengeance (en) (A House in the Hills) de lui-même

#### Télévision

##### Séries télévisées
- 1998 : US Marshals; The Real Story (1 épisode)
- 2005 : Breaking Vegas (en) (12 épisodes)

##### Téléfilms
- 1981 : A Single Light de Karl Epstein
- 2004 : Breaking Vegas de Bruce David Klein

### Réalisateur

#### Cinéma
- 1973 : Manhattan Melody (court métrage)
- 1977 : Le Commando des morts-vivants (Shock Waves)
- 1979 : King Frat
- 1981 : Appels au meurtre (Eyes of a Stranger)
- 1984 : Meatballs Part II
- 1987 : Dark Tower (en)
- 1988 : Le Retour des morts-vivants 2 (Return of the Living Dead: Part II)
- 1993 : L'Otage d'une vengeance (en) (A House in the Hills)

#### Séries télévisées
- 1988-1990 : Freddy, le cauchemar de vos nuits (Freddy's Nightmares, a Nightmare on Elm Street: The Series) (7 épisodes)
- 1989-1990 : 21 Jump Street (saison 3, épisode 14 et saison 4, épisode 25)
- 1991-1992 : Le Juge de la nuit (Dark Justice) (6 épisodes)
- 1998 : US Marshals; The Real Story (1 épisode)

### Scénariste

#### Cinéma
- 1977 : Le Commando des morts-vivants (Shock Waves) de lui-même
- 1987 : Dark Tower (en) de lui-même
- 1988 : Le Retour des morts-vivants 2 (Return of the Living Dead: Part II) de lui-même
- 1993 : L'Otage d'une vengeance (en) (A House in the Hills) de lui-même

#### Séries télévisées
- 1989 : Freddy, le cauchemar de vos nuits (Freddy's Nightmares, a Nightmare on Elm Street: The Series) (saison 1, épisode 18)
- 1998 : US Marshals; The Real Story (1 épisode)